# Amphiglossus frontoparietalis
Espèce
Synonymes
- Sepsina frontoparietalis Boulenger, 1889
- Scelotes praeornatus Angel, 1938
- Amphiglossus praeornatus (Angel, 1938)

Statut de conservation UICN

 LC  : Préoccupation mineure
Amphiglossus frontoparietalis est une espèce de sauriens de la famille des Scincidae.

## Répartition
Cette espèce est endémique de Madagascar.

## Publication originale
- Boulenger, 1889 : Descriptions of new Reptiles and Batrachians from Madagascar. Annals and Magazine of Natural History, sér. 6, vol. 4, p. 244-248 (texte intégral).